# Parc-d'Anxtot
Parc-d'Anxtot is een gemeente in het Franse departement Seine-Maritime (regio Normandië) en telt 482 inwoners (1999). De plaats maakt deel uit van het arrondissement Le Havre.

## Geografie
De oppervlakte van Parc-d'Anxtot bedraagt 5,8 km², de bevolkingsdichtheid is 83,1 inwoners per km².
De onderstaande kaart toont de ligging van Parc-d'Anxtot met de belangrijkste infrastructuur en aangrenzende gemeenten.

## Demografie
Onderstaande figuur toont het verloop van het inwonertal (bron: INSEE-tellingen).